# 牛津章克申 (愛荷華州)
牛津章克申（英語：Oxford Junction）是一個位於美國愛荷華州瓊斯縣的城市。

## 地理
牛津章克申的座標為41°59′00″N 90°57′16″W / 41.98333°N 90.95444°W，而該地的平均海拔高度為223米（即732英尺）。

## 人口
根據2010年美國人口普查的數據，牛津章克申的面積為1.79平方千米，當中陸地面積為1.79平方千米，而水域面積為0.00平方千米。當地共有人口496人，而人口密度為每平方千米277人。